# Clásica de Almería 2021
La 36.ª edición de la clásica ciclista Clásica de Almería fue una carrera en España que se celebró el 14 de febrero de 2021 sobre un recorrido de 183,3 kilómetros con inicio en la localidad de Puebla de Vícar y final en el municipio almeriense de Roquetas de Mar.
La carrera formó parte del UCI ProSeries 2021, calendario ciclístico mundial de segunda división, dentro de la categoría UCI 1.Pro y fue ganada por el italiano Giacomo Nizzolo del Qhubeka ASSOS. Completaron el podio, como segundo y tercer clasificado respectivamente, el francés Florian Sénéchal del Deceuninck-Quick Step y el estonio Martin Laas del Bora-Hansgrohe.

## Equipos participantes
Tomaron parte en la carrera 22 equipos: 11 de categoría UCI WorldTeam invitados por la organización y 11 de categoría UCI ProTeam. Formaron así un pelotón de 154 ciclistas de los que acabaron 143. Los equipos participantes fueron:
| WorldTeams (11)- AG2R Citroën Team - Astana-Premier Tech - Bora-Hansgrohe - Cofidis - Deceuninck-Quick Step - Intermarché-Wanty-Gobert Matériaux - Movistar Team - Team BikeExchange - Qhubeka Assos - Trek-Segafredo - UAE Team Emirates ProTeams (11)- Bardiani CSF Faizanè - Bingoal-WB - Burgos-BH - Caja Rural-Seguros RGA - Eolo-Kometa - Equipo Kern Pharma - Euskaltel-Euskadi - Gazprom-RusVelo - Sport Vlaanderen-Baloise - Total Direct Énergie - Rally Cycling |
| |

## Clasificación final
- Las clasificaciones finalizaron de la siguiente forma:[3]

| \| Clasificación general \| Clasificación general \| Clasificación general \| Clasificación general \| Clasificación general \| \| Ciclista \| Ciclista \| Equipo \| Tiempo \| \| \| --------------------- \| --------------------- \| ---------------------------------- \| --------------------- \| --------------------- \| \| 1.º \| Giacomo Nizzolo \| Qhubeka Assos \| 4 h 18 min 44 s \| \| \| 2.º \| Florian Sénéchal \| Deceuninck-Quick Step \| + 0 s \| \| \| 3.º \| Martin Laas \| Bora-Hansgrohe \| + 0 s \| \| \| 4.º \| Jon Aberasturi \| Caja Rural-Seguros RGA \| + 0 s \| \| \| 5.º \| Timothy Dupont \| Bingoal-WB \| + 0 s \| \| \| 6.º \| Danny van Poppel \| Intermarché-Wanty-Gobert Matériaux \| + 0 s \| \| \| 7.º \| Gabriel Cullaigh \| Movistar Team \| + 0 s \| \| \| 8.º \| Edward Theuns \| Trek-Segafredo \| + 0 s \| \| \| 9.º \| Marc Sarreau \| AG2R Citroën Team \| + 0 s \| \| \| 10.º \| Damiano Cima \| Gazprom-RusVelo \| + 0 s \| \| |                  |                                    |                 |
| |                  |                                    |                 |
| Fuente: ProCyclingStats |                  |                                    |                 |
| Clasificación general |                  |                                    |                 |
| Ciclista | Ciclista         | Equipo                             | Tiempo          |
| 1.º | Giacomo Nizzolo  | Qhubeka Assos                      | 4 h 18 min 44 s |
| 2.º | Florian Sénéchal | Deceuninck-Quick Step              | + 0 s           |
| 3.º | Martin Laas      | Bora-Hansgrohe                     | + 0 s           |
| 4.º | Jon Aberasturi   | Caja Rural-Seguros RGA             | + 0 s           |
| 5.º | Timothy Dupont   | Bingoal-WB                         | + 0 s           |
| 6.º | Danny van Poppel | Intermarché-Wanty-Gobert Matériaux | + 0 s           |
| 7.º | Gabriel Cullaigh | Movistar Team                      | + 0 s           |
| 8.º | Edward Theuns    | Trek-Segafredo                     | + 0 s           |
| 9.º | Marc Sarreau     | AG2R Citroën Team                  | + 0 s           |
| 10.º | Damiano Cima     | Gazprom-RusVelo                    | + 0 s           |

## Ciclistas participantes y posiciones finales
Convenciones:
- AB-N: Abandono en la etapa "N"
- FLT-N: Retiro por arribo fuera del límite de tiempo en la etapa "N"
- NTS-N: No tomó la salida para la etapa "N"
- DES-N: Descalificado o expulsado en la etapa "N"

## UCI World Ranking
La Clásica de Almería otorgó puntos para el UCI World Ranking para corredores de los equipos en las categorías UCI WorldTeam, UCI ProTeam y Continental. Las siguientes tabla son el baremo de puntuación y los 10 corredores que obtuvieron más puntos:
| Posición              | 1.º | 2.º | 3.º | 4.º | 5.º | 6.º | 7.º | 8.º | 9.º | 10.º | 11.º | 12.º | 13.º | 14.º | 15.º | 16.º-30.º | 31.º-40.º |
| Clasificación general | 200 | 150 | 125 | 100 | 85  | 70  | 60  | 50  | 40  | 35   | 30   | 25   | 20   | 15   | 10   | 5         | 3         |

| Clasificación |                  |                                    |         |
| Posición      | Ciclista         | Equipo                             | General |
| ------------- | ---------------- | ---------------------------------- | ------- |
| 1.º           | Giacomo Nizzolo  | Qhubeka ASSOS                      | 200     |
| 2.º           | Florian Sénéchal | Deceuninck-Quick Step              | 150     |
| 3.º           | Martin Laas      | Bora-Hansgrohe                     | 125     |
| 4.º           | Jon Aberasturi   | Caja Rural-Seguros RGA             | 100     |
| 5.º           | Timothy Dupont   | Bingoal-WB                         | 85      |
| 6.º           | Danny van Poppel | Intermarché-Wanty-Gobert Matériaux | 70      |
| 7.º           | Gabriel Cullaigh | Movistar                           | 60      |
| 8.º           | Edward Theuns    | Trek-Segafredo                     | 50      |
| 9.º           | Marc Sarreau     | AG2R Citroën                       | 40      |
| 10.º          | Damiano Cima     | Gazprom-RusVelo                    | 35      |